# Osciner
Osciner eller sångfåglar (Passeri) är enligt Ericson et al (2003) en infraordning med fåglar som tillsammans med infraordningen subosciner (Tyranni) utgör underordningen Eupasseres i ordningen tättingar. Ibland beskrivs gruppen som en underordning. Oscinernas röstorgan har utvecklats så att de kan framkalla en mycket stor variation av ljud, ofta refererade till som fågelsång. Studier visar att underordningen utvecklades runt 50 miljoner år sedan i de västra delarna av Gondwana som sedermera blev till dagens Australien, Nya Zeeland, Nya Guinea och Antarktis, innan de spreds till övriga världen.
Fågelsången används för att kalla på andra fåglar samt att signalera sexualitet. Lätena är ofta varierande, även om vissa arter, såsom många i familjen kråkfåglar, har läten som många människor inte uppfattar som sång.

## Familjer inom gruppen
Infraordningen osciner
- Lyrfåglar (Menuridae)
- Snårfåglar (Atrichornithidae)
- Lövsalsfåglar (Ptilonorhynchidae)
- Eukalyptuskrypare (Climacteridae)
- Kråkfåglar (Corvidae)
- Kråktrastar (Picathartidae)
- Solfåglar och spindeljägare (Nectariniidae)
- Blomsterpickare (Dicaeidae)
- Järnsparvar (Prunellidae)
- Vävare (Ploceidae)
- Sparvfinkar (Passeridae)
- Finkar (Fringillidae)
- Rosenstjärtar (Urocynchramidae) - fördes tidigare till Emberitzidae
- Fältsparvar (Emberizidae)
- Gamla världens flugsnappare (Muscicapidae)
- Trastar (Turdidae)
- Strömstarar (Cinclidae)
- Starar (Sturnidae)
- Härmtrastar (Mimidae)
- Trädkrypare (Certhidae)
- Nötväckor (Sittidae)
- Lärkor (Alaudidae)
- Piplärkor och ärlor (Motacillidae)
- Svalor (Hirundinidae)
- Mesar (Paridae)
- Sångare (Sylviidae)
- Nya världens skogssångare (Parulidae)
- Granlöpare (Peucedramidae)
- Hawaiifinkar (Drepanididae)
- Astrilder (Estrildidae)
- Trupialer (Icteridae),  även kända som vävarstarar
- Törnskatfåglar (Laniidae)
- Sidensvansar (Bombycillidae)
- Gärdsmygar (Troglodytidae)
- Gyllingar (Oriolidae)
- Pungmesar (Remizidae)
- Kungsfåglar (Regulidae)
- Stjärtmesar (Aegithalidae)
- Cistikolor (Cisticolidae)
- Klippsmygar (Acanthisittidae)
- Vårtkråkor (Callaeidae)
- Tangaror (Thraupidae)
- Kardinaler (Cardinalidae)
- Hypocolier (Hypocoliidae)
- Blåfåglar (Irenidae), även kända som blågyllingar.
- Bladfåglar (Chloropseidae)
- Blåsmygar (Maluridae)
- Monarker (Monarchidae)
- Marksmygar (Orthonychidae)
- Visslare (Pachycephalidae)
- Mesbärpickare (Paramythiidae)
- Pardaloter (Pardalotidae), även kända som panterfåglar
- Australhakar (Petroicidae), även kända som sångflugsnappare
- Asitier (Philepittidae)
- Australtimalior (Pomatostomidae),  även kända som sabelnäbbar
- Bulbyler (Pycnonotidae)
- Solfjäderstjärtar (Rhipiduridae)
- Timalior (Timaliidae), även kända som fnittertrastar
- Vireor (Vireonidae),  även kända som vireosångare
- Glasögonfåglar (Zosteropidae)